# Шахматная олимпиада 1937
7-я олимпиада по шахматам состоялась в Стокгольме с 31 июля по 14 августа 1937 года при участии 19 стран, на одну меньше чем прошлый раз.
Шахматистам был предоставлен «Гранд отель рояль». Несмотря на то, что шведская команда не была в числе претендентов на призовые места, интерес к соревнованию у зрителей не пропал. На турнире был использован регламент принятый на конгрессе ФИДЕ 2 года назад в Варшаве, который был очень трудным по сравнению с прошлым (2 часа на 36 ходов и час на каждые последующие ходы). Среди команд не было дебютантов, но их опыт различался, так как некоторые (к примеру датчане) не пропустили ни одной олимпиады, а для других (например, эстонцев) это было второе выступление. Средний возраст команд продолжал уменьшаться, что дало Ф. Маршаллу повод для шутки:
О, я не вижу здесь больше знакомых!
На олимпиаде отсутствовала команда Франции, которая, предположительно, не приехала ввиду того, что экс-чемпион мира А. А. Алехин, отказался участвовать, готовясь к матч-реваншу, который должен был начаться через две недели после окончания олимпиады. Напротив, команда Нидерландов была в лучшем составе. Ее возглавлял чемпион мира М. Эйве (+8 −2 =3).
Очень сильную команду выставили американцы. На первой доске играл 26-летний С. Решевский, уже считавшийся одним из претендентов на шахматный престол. После победы на первом чемпионате США (1936) он получил право возглавлять сборную. На второй доске играл 23-летний Р. Файн, главный конкурент С. Решевского в американских соревнованиях. На третьей доске играл И. Кэжден, двукратный олимпийский чемпион. На следующей доске играл ветеран американских шахмат Ф. Маршалл, отметивший на турнире своё 60-летие. Этот турнир был для него последним международным выступлением. Он прошёл дистанцию турнира без поражений. Запасным был И. Горовиц, двукратный олимпийский чемпион.
Хотя в других командах также присутствовали сильные игроки, такого ровного состава, как у сборной Америки, не было ни у кого. Несмотря на это, команды Польши и Венгрии составили ей конкуренцию.
Фавориты выиграли первые четыре матча. Только в пятом туре сборная Венгрии сумела остановить победную серию американской команды, сыграв вничью (2 : 2; +1 −1 =2). Этим воспользовалась команда Польши и вышла вперёд. Последующие туры мало что изменили: отрыв оставался. Но, выигрывая во второй половине турнира тур за туром с большим счётом, команда США вышла вперёд. На польскую команду сильно повлияло поражение в 11-м туре от американской сборной со счётом ½ : 3½, и вторую половину турнира польские шахматисты провели не очень убедительно. Этим воспользовалась сборная Венгрии и за два тура до конца вышла на второе место.
Сильно провела четыре финальных тура сборная Аргентины, набрав 15 очков из 16 возможных и догнав поляков. Но третье место было присуждено сборной Польши из-за большего количества выигранных матчей.
На всех олимпиадах до этого победитель выявлялся в последнем туре. Отрыв между первой и второй командой был обычно небольшой, в четырёх турнирах — 1½; один раз — 1 очко. Только на 2-й олимпиаде победителю удалось оторваться на 4½ очка. На этом турнире команда США превзошла это достижение: она оторвалась от венгерской сборной на 6 очков.
Команда Венгрии так же, как и американцы, прошла весь турнир без поражений, но свела большее количество матчей вничью — 7 (сборная США — только 3). Успешно выступили лидеры команды А. Лилиенталь и Л. Сабо. Лилиенталь уже два года жил на территории Советского Союза, но имея венгерское гражданство, продолжал выступать за национальную сборную. Л. Сабо дебютировал на прошлой олимпиаде на четвёртой доске. С тех пор показывал неплохие результаты и получил право представлять свою сборную на второй доске.
В польской команде неудачно выступили лидеры: С. Г. Тартаковер набрал менее 50 %, а М. Найдорф выступал с переменным успехом.
Успешно выступила эстонская сборная, поднявшаяся с 13-го на 7-е место. Возглавлял её П. Керес, одержавший много убедительных побед (+9 −2 =4).
Отлично выступил С. Флор (+9 −0 =7), показав лучший результат на первой доске. При этом он обогнал чемпиона мира М. Эйве. С. Флор возглавлял сборную со своего дебюта на третьей олимпиаде.
На конгрессе в Стокгольме был поставлен вопрос, кого считать претендентом на матч с чемпионом мира после А. А. Алехина. Большинство проголосовало за С. Флора.
На олимпиаде были сыграны 684 партии.

## Регламент
50 ходов на 2½ часа.

## Сборные
| - Сборная Англии - Сборная Аргентины - Сборная Бельгии - Сборная Венгрии - Сборная Дании - Сборная Исландии - Сборная Италии - Сборная Латвии - Сборная Литвы - Сборная Нидерландов | - Сборная Норвегии - Сборная Польши - Сборная США - Сборная Финляндии - Сборная Чехословакии - Сборная Швеции - Сборная Шотландии - Сборная Эстонии - Сборная Югославии |

## Составы команд
США
Решевский, Файн, Кэжден, Маршалл, Горовиц
Венгрия
Лилиенталь, Сабо, Э. Штейнер, Хаваши, Вайда
Польша
Тартаковер, Найдорф, П. Фридман, Аппель, Регедзиньский
Аргентина
Пьяццини, Хак. Болбочан, Грау, Гимар, Плеси
Чехословакия
Флор, Фолтыс, Э. Циннер, Пеликан, Зита
Нидерланды
Эйве, Ландау, Принс, ван Схелтинга, де Гроот
Эстония
Керес, П. Шмидт, Рауд, Тюрн, Фридеман
Литва
Микенас, Вайтонис, Вистанецкис, Луцкис, Абрамавичюс
Югославия
Пирц, С. Вукович, Трифунович, Костич, Брёдер
Швеция
Штальберг, Лундин, Штольц, Даниэльссон, Э. Йонссон
Латвия
В. Петров, Апшениек, Межгайлис, Озолс, Эндзелин
Финляндия
Гауффин, Бёк, Солин, Сало, Оянен
Англия
Томас, Александер, Милнер-Берри, Голомбек, Уиткрофт
Италия
Кастальди, Риелло, Наполитано, Стальди, Росселли
Дания
Эневольдсен, Сёренсен, Поульсен, Э. Ларсен, Й. Петерсен
Исландия
Гильфер, Гудмундссон, Аусгейрссон, Мёллер, Г. Петурссон
Бельгия
Дункельблюм, О’Келли, Барт, Дефоссе
Норвегия
Сторм Херсет, Кавли-Йоргенсен, Гулбрандсен, Сальбю, Кристофферсен
Шотландия
Эйткен, Монтгомери, Пэйдж, П. Рид, Пири

## Командные результаты
| Место | Страна       | 1  | 2  | 3  | 4  | 5  | 6  | 7  | 8  | 9  | 10 | 11 | 12 | 13 | 14 | 15 | 16 | 17 | 18 | 19 |  | +  | −  | = | Очки |
| ----- | ------------ | -- | -- | -- | -- | -- | -- | -- | -- | -- | -- | -- | -- | -- | -- | -- | -- | -- | -- | -- |  | -- | -- | - | ---- |
| 1     | США          |    | 2  | 3½ | 2½ | 3  | 2  | 2½ | 3½ | 3  | 2½ | 2  | 3½ | 3½ | 3  | 4  | 4  | 3½ | 3  | 3½ |  | 15 | 0  | 3 | 54½  |
| 2     | Венгрия      | 2  |    | 2  | 2  | 2  | 2½ | 3  | 2  | 3  | 2  | 3  | 3  | 3  | 2  | 2½ | 3  | 3½ | 4  | 4  |  | 11 | 0  | 7 | 48½  |
| 3     | Польша       | ½  | 2  |    | 2½ | 2  | 2½ | 2½ | 2½ | 2½ | 3½ | 1½ | 2½ | 2½ | 3  | 3½ | 4  | 2½ | 3  | 4  |  | 14 | 2  | 2 | 47   |
| 4     | Аргентина    | 1½ | 2  | 1½ |    | 2  | 1  | 2  | 3  | 2½ | 3  | 2  | 3  | 2½ | 4  | 3  | 4  | 2½ | 3½ | 4  |  | 11 | 3  | 4 | 47   |
| 5     | Чехословакия | 1  | 2  | 2  | 2  |    | 2  | 2½ | 3½ | 1½ | 3  | 2  | 3  | 2½ | 3  | 2½ | 3½ | 3½ | 3  | 2½ |  | 11 | 2  | 5 | 45   |
| 6     | Нидерланды   | 2  | 1½ | 1½ | 3  | 2  |    | 2½ | 3  | 2½ | 2  | 3  | 2  | 2½ | 3  | 2  | 2½ | 3  | 2½ | 3½ |  | 11 | 2  | 5 | 44   |
| 7     | Эстония      | 1½ | 1  | 1½ | 2  | 1½ | 1½ |    | 1½ | 3  | 2  | 2½ | ½  | 3  | 3  | 3  | 3½ | 3  | 3½ | 4  |  | 9  | 7  | 2 | 41½  |
| 8     | Литва        | ½  | 2  | 1½ | 1  | ½  | 1  | 2½ |    | 2½ | 2  | 3½ | 2  | 2  | 4  | 3  | 1½ | 4  | 4  | 4  |  | 8  | 6  | 4 | 41½  |
| 9     | Югославия    | 1  | 1  | 1½ | 1½ | 2½ | 1½ | 1  | 1½ |    | 2  | 3  | 2  | 2½ | 3  | 3½ | 2  | 3  | 3½ | 4  |  | 8  | 7  | 3 | 40   |
| 10    | Швеция       | 1½ | 2  | ½  | 1  | 1  | 2  | 2  | 2  | 2  |    | 3  | 2  | 2½ | 3  | 3  | 2½ | 3½ | 3  | 2  |  | 7  | 4  | 7 | 38½  |
| 11    | Латвия       | 2  | 1  | 2½ | 2  | 2  | 1  | 1½ | ½  | 1  | 1  |    | 3  | 3  | 2  | 3  | 2½ | 2½ | 3  | 4  |  | 8  | 6  | 4 | 37½  |
| 12    | Финляндия    | ½  | 1  | 1½ | 1  | 1  | 2  | 3½ | 2  | 2  | 2  | 1  |    | 1  | 3  | 2½ | 2½ | 2  | 3  | 2½ |  | 6  | 7  | 5 | 34   |
| 13    | Англия       | ½  | 1  | 1½ | 1½ | 1½ | 1½ | 1  | 2  | 1½ | 1½ | 1  | 3  |    | 3  | 2  | 3½ | 3  | 3  | 2  |  | 5  | 10 | 3 | 34   |
| 14    | Италия       | 1  | 2  | 1  | 0  | 1  | 1  | 1  | 0  | 1  | 1  | 2  | 1  | 1  |    | 1½ | 3  | 2  | 3  | 4  |  | 3  | 12 | 3 | 26½  |
| 15    | Дания        | 0  | 1½ | ½  | 1  | 1½ | 2  | 1  | 1  | ½  | 1  | 1  | 1½ | 2  | 2½ |    | 2  | 2½ | 1½ | 2½ |  | 3  | 12 | 3 | 25½  |
| 16    | Исландия     | 0  | 1  | 0  | 0  | ½  | 1½ | ½  | 2½ | 2  | 1½ | 1½ | 1½ | ½  | 1  | 2  |    | 3½ | 1½ | 2  |  | 2  | 13 | 3 | 23   |
| 17    | Бельгия      | ½  | ½  | 1½ | 1½ | ½  | 1  | 1  | 0  | 1  | ½  | 1½ | 2  | 1  | 2  | 1½ | ½  |    | 2½ | 3½ |  | 2  | 14 | 2 | 22½  |
| 18    | Норвегия     | 1  | 0  | 1  | ½  | 1  | 1½ | ½  | 0  | ½  | 1  | 1  | 1  | 1  | 1  | 2½ | 2½ | 1½ |    | 2  |  | 2  | 15 | 1 | 19½  |
| 19    | Шотландия    | ½  | 0  | 0  | 0  | 1½ | ½  | 0  | 0  | 0  | 2  | 0  | 1½ | 2  | 0  | 1½ | 2  | ½  | 2  |    |  | 0  | 14 | 4 | 14   |

## Личные результаты команд победителей
| США: - С. Решевский (+6 −3 =7) - Р. Файн (+9 −1 =5) - И. Кэжден (+13 −1 =2) - Ф. Маршалл (+3 −0 =7) - И. Горовиц (+11 −0 =4) | Венгрия - А. Лилиенталь (+9 −2 =6) - Л. Сабо (+9 −2 =7) - Э. Штейнер (+12 −1 =5) - К. Хаваши (+6 −4 =5) - А. Вайда (+0 −2 =2) | Польша - С. Тартаковер (+1 −2 =10) - М. Найдорф (+5 −3 =7) - П. Фридман (+10 −2 =5) - И. Аппель (+7 −3 =4) - Т. Регедзиньский (+10 −1 =2) |

## Лучшие индивидуальные результаты
- Первая доска — С. Флор (Чехословакия) — 12½ из 16 (+9 −0 =7)
- Вторая доска — Р. Файн (США) — 11½ из 15 (+9 −1 =5)
- Третья доска — И. Кэжден (США) — 14 из 16 (+13 −1 =2)
- Четвёртая доска — Г. Даниельссон (Швеция) — 14 из 18 (+12 −2 =4)
- Запасной — И. Горовиц (США) — 13 из 15 (+11 −0 =4)